# Abita Springs
Abita Springs – miasto w Stanach Zjednoczonych, w stanie Luizjana, w parafii St. Tammany.